# Stojan Aleksiew

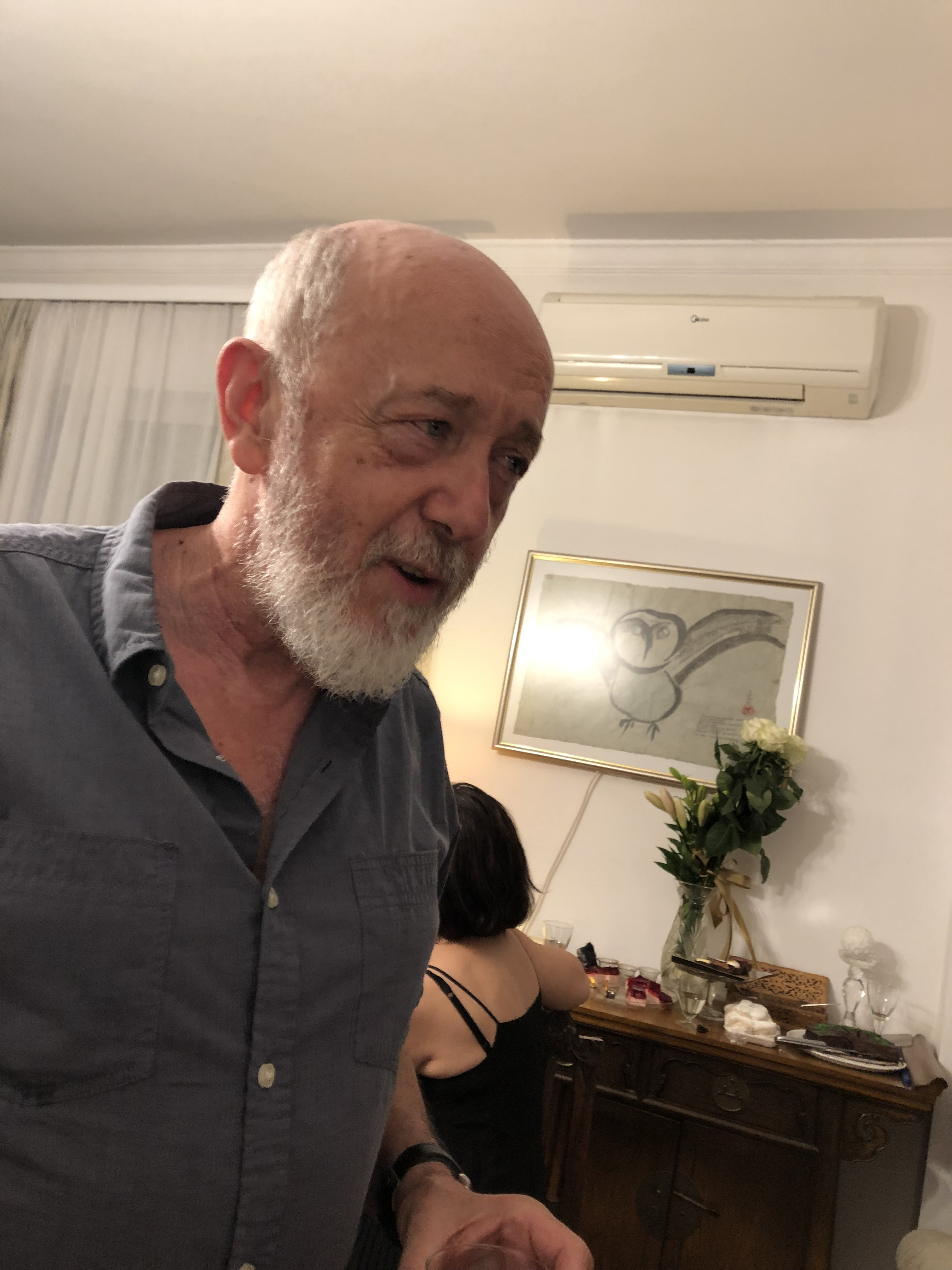
Stojan Aleksiew, 2019

Stojan Zwetanow Aleksiew (* 15. März 1951 in Warna, Bulgarien) ist ein bulgarischer Schauspieler.

## Leben
Stojan Aleksiew schloss 1975 sein Schauspielstudium an der Nationalen Akademie für Theater- und Filmkunst „Krastjo Sarafow“ ab. Er war anschließend auf mehreren Theaterbühnen zu sehen und spielte ab Mitte der 1980er Jahre regelmäßig beim bulgarischen und russischen Film mit. Seit 1997 ist er der Direktor des Dramatischen Theaters „Stojan Batschwarow“ in seiner Heimatstadt Warna.

## Filmografie (Auswahl)
- 1986: Traumfahrt (За къде пътувате)
- 1988: Gestern (Вчера)
- 2008: Sie wusste zuviel (Une femme à abattre)